# لایترسدورف یم رابتال
لایترسدورف یم رابتال (به آلمانی: Leitersdorf im Raabtal) یک منطقهٔ مسکونی در اتریش است که در زودوست‌اشتایرمارک واقع شده‌است. لایترسدورف یم رابتال ۴٫۸ کیلومتر مربع مساحت دارد ۲۸۵ متر بالاتر از سطح دریا واقع شده‌است.